# Katharina Fröhlich
Katharina Fröhlich (ur. 10 czerwca 1800 w Wiedniu, zm. 3 marca 1879 tamże) – austriacka piosenkarka, filantropka i mecenas artystów i pisarzy, narzeczona pisarza Franza Grillparzera, założycielka fundacji Schwestern-Fröhlich-Stiftung.

## Życiorys
Katharina Fröhlich urodziła się w Wiedniu w 1800 roku jako trzecia z czterech córek Matthiasa Fröhlicha (1756-1843) i Barbary Mayr (1764-1841):
- Anna (1793-1880)
- Barbara (1797-1879)
- Josephine (1803-1878)

Podobnie jak jej siostry była wyjątkowo uzdolniona muzycznie. Już w 1815 roku znalazła się na liście członków Wiedeńskiego Towarzystwa Muzycznego (Gesellschaft der Musikfreunde), gdzie razem z Anną i Barbarą śpiewała w 1819 roku wystąpiły podczas koncertu jako trio w utworze Domenico Cimarosy. Najmłodsza, Josephine została cenioną śpiewaczką operową. Katharina towarzyszyła jej kilka razy podczas tras koncertowych, m.in. w 1826 roku w Pradze i w 1831 roku w Mediolanie.
W 1821 roku zaręczyła się z Franzem Grillparzerem. W 1849 roku Grillparzer wynajął mieszkanie wraz z Kathariną Fröhlich i jej siostrami Anną, Josephine i Barbarą w Wiedniu przy Spiegelgasse 21, gdzie mieszkali razem do śmierci pisarza w 1872 roku. Pisarz zapisał siostrom cały swój majątek.
Katharina była bohaterką wielu utworów Franza, m.in. w dramacie König Ottokars Glück und Ende uwiecznił jej imię. Katharina miała również talent aktorski, który rozpoznała u niej Sophie Schröder, ale Grillparzer był przeciwny karierze aktorskiej swojej narzeczonej.
Z powodu nieporozumień i sporów, Franz wielokrotnie chciał odejść. Prawdopodobnie rozwiązał swoją obietnicę małżeństwa, ze względu na to aby choroba psychiczna w jego rodzinie nie mogła przejść dalej. Ponadto jego sytuacja finansowa przez długi czas była niewystarczająca, aby utrzymać rodzinę.
Siostry Fröhlich przekazały dziedzictwo Grillparzera miastu Wiedeń i ufundowały nagrodę Franz Grillparzer Preis, za najlepsze dzieła dramatyczne, która aż do 1971 roku była przyznawana co trzy lata. Tuż przed śmiercią założyła fundację Schwestern-Fröhlich-Stiftung w celu promowania artystów i naukowców. Fundacja wspierała m.in. pisarkę Marie Eugenie Delle Grazie (1864–1931) i powieściopisarza Jacoba Davida Juliusa (1859–1906).
Katharina Fröhlich zmarła w 1879 roku i została pochowana na cmentarzu Hietzinger Friedhof w Wiedniu. Na przełomie 1928 i 1929 wybudowano kompleks mieszkalny w wiedeńskim Malfattigasse, składający się z 149 mieszkań, który nazwano Fröhlichhof na cześć Kathariny. Majątek sióstr Fröhlich i oryginalny wygląd pokoju Grillparzera znajdują się w Wien Museum.